# Підводні човни типу «Баракуда» (Франція)
| Підводні човни типу «Barracuda» | Підводні човни типу «Barracuda»                                                                                        | Підводні човни типу «Barracuda»                                                                                        |
| ------------------------------- | --- | --- |
|                                 | | |
|                                 | | |
|                                 | | |
| Під прапором                    | Франція | Франція |
| Спуск на воду                   | з 2020 р. | з 2020 р. |
| Сучасний статус                 | 2 в експлуатації, 4 будуються                                                                                          | 2 в експлуатації, 4 будуються                                                                                          |
| Проєкт                          | | |
| Тип ПЧ                          | атомний підводний човен                                                                                                | атомний підводний човен                                                                                                |
| Основні характеристики          | | |
| Швидкість (надводна)            | 14 вузлів | 14 вузлів |
| Швидкість (підводна)            | 23 вузлів | 23 вузлів |
| Робоча глибина занурення        | понад 350 метрів | понад 350 метрів |
| Автономність плавання           | 270 днів на рік | 270 днів на рік |
| Екіпаж                          | 60 членів екіпажу + 15 спецпризначенців                                                                                | 60 членів екіпажу + 15 спецпризначенців                                                                                |
| Розміри                         | | |
| Довжина найбільша (по КВЛ)      | 99,5 метрів | 99,5 метрів |
| Ширина корпусу найб.            | 8,8 метрів | 8,8 метрів |
| Середня осадка (по КВЛ)         | 7,3 метри | 7,3 метри |
| Водотоннажність надводна        | 4765 тон | 4765 тон |
| Озброєння                       | | |
| Торпедно- мінне озброєння       | 4 х 533-мм торпедні апарати (торпеди F21)                                                                              | 4 х 533-мм торпедні апарати (торпеди F21)                                                                              |
| Ракетне озброєння               | 20 ПУ, що можуть містити: - крилаті ракети SCALP Naval (MdCN) - протикорабельні ракети Exocet SM39 - морські міни FG29 | 20 ПУ, що можуть містити: - крилаті ракети SCALP Naval (MdCN) - протикорабельні ракети Exocet SM39 - морські міни FG29 |

Підводні човни типу «Баракуда» (Франція) — проєкт нових атомних човнів, спроєктований для ВМФ Франції. Даний тип човнів має замінити на службі застарілий проєкт типу Rubis.

## Історія
Програма Barracuda була розпочата DGA у 1998 році. Контракт на розробку був укладений у 2006-му. Знадобилося понад 10 років досліджень для проєктування вдосконаленого підводного човна, який задовольнятиме потребам французького військово-морського флоту.
Поставка шести підводних човнів відбуватиметься протягом десяти років.

## Тактико-технічні характеристики
Водотоннажність (надводна): 4765 тонн
Водотоннажність (підводна): 5300 тонн
Довжина: 99,5 метрів
Діаметр: 8,8 метрів
Осадка: 7,3 метри
Робоча глибина: понад 350 метрів
Озброєння:
  • 4 х 533-мм торпедні апарати (торпеди F21)
  20 комірок, що можуть містити:
  • крилаті ракети SCALP Naval (MdCN)
  • протикорабельні ракети Exocet SM39
  • морські міни FG29
Гібридна рушійна установка:
  • атомний реактор К15 (150 МВт)
  • 2 турборедуктори по 10 МВт
  • 2 дизельгенератори по 480 кВт
  • водомет
Екіпаж: 65 членів екіпажу + 15 спецпризначенців
Автономність: 270 днів на рік

## Кораблі проєкту
| № п/п | Бортовий номер | Назва        | Закладений     | Спущений на воду | Прийнятий флотом |
| ----- | -------------- | ------------ | -------------- | ---------------- | ---------------- |
| 1     | S635           | Суфрен       | 19 грудня 2007 | 2 серпня 2019    | 6 листопада 2020 |
| 2     | S636           | Дюгуей-Труен | 26 червня 2009 | 9 листопада 2022 | 10 серпня 2023   |
| 3     | S637           | Турвіль      | 28 червня 2011 | план: 2023       | план: 2024       |
| 4     | S638           | Де Грассе    | 2014           |                  | план: 2026       |
| 5     | S639           | Рубіс        | 2019           |                  | план: 2028       |
| 6     | S640           | Касабьянка   | 2020           |                  | план: 2029       |